# Songwe (Malawisee)
Der Songwe ist der Grenzfluss zwischen Tansania und Malawi.

## Verlauf
Er entspringt im Westen der regenreichen Poroto-Berge und mündet in den Malawisee. Die 1988 gebaute Songwe-Brücke ist ein Grenzübergang für Fahrzeuge nördlich von Karonga beim Dorf Kaporo. Die lange Songwe-Schlucht im unteren Mittellauf ist unpassierbar. Der Fluss ist 200 km lang und wasserreich mit häufigen Hochwassern.

## Politik
Der Songwe, vor allem sein mäandernder Unterlauf im Mündungsgebiet, ist ein beständiges politisches Thema zwischen Tansania und Malawi, da er in jeder Regenzeit in der dicht besiedelten Ebene am See sein Bett, also seinen Talweg und somit die 1890 und 1901 zwischen Deutschland und Großbritannien vereinbarte Grenze verlagert. Das Mündungsgebiet gilt wegen des Schwemmlandes als sehr fruchtbar, mehrere Monate im Jahr steht es unter Wasser.
Inzwischen wurde der Bau von Dämmen, ein Bewässerungskonzept und ein Wasserkraftwerk beschlossen.

## Fischerei
Weitere Probleme stellen die Fischbestände im Songwe dar, die schon lange überfischt sind. Der Stoffeintrag in die Gewässer aus der Bodenerosion an den Berghängen beeinträchtigen den Fischbestand ebenfalls und färben das Flusswasser braun.
Die Flüsse Bua, Dwangwa, Lilongwe, Lufira, Nördlicher Rukuru, Songwe, Südlicher Rukuru haben zusammen laut FAO ein Fischfangpotential von 15.000 t jährlich. Tatsächlich gefangen werden zwischen 4.000 und 17.000 t.

## Abgrenzung
Unweit der Quelle des Songwe entspringt ein weiterer Fluss, der ebenfalls den Namen Songwe trägt. Dieser fließt allerdings in die entgegengesetzte Richtung und mündet in den Rukwasee. Auch gibt es einen Bach Songwe in Sambia, ein kleiner Nebenfluss des Sambesi in der Region um die Stadt Livingstone.